# Triisodontidae
A Triisodontidae az emlősök (Mammalia) osztályába és a fosszilis Mesonychia rendjébe tartozó család.

## Rendszerezése
A családba az alábbi nemek tartoznak:
- Eoconodon
- Goniacodon
- Stelocyon
- Triisodon típusnem

## Tudnivalók
A Triisodontidae (magyarul: „három egyenlő fog”) család a Mesonychia rendhez tartozik, és az első nagy testű ragadozó család, amely megjelent a dinoszauruszok kihalása után Észak-Amerikában. A legtöbb Triisodontidae-faj a korai paleocén idején élt Észak-Amerika területén. E család tagjai eltérnek a többi Mesonychiától abban, hogy a fogaik nem változatosak.
Mivel fogaik egyszerűek, a egyes tudósok szerint a Triisodontidae állatok kezdetleges Mesonychiák. Viszont mások szerint ezek az állatok nem is Mesonychiák, hanem őspatások.